# Termohalinní výměník

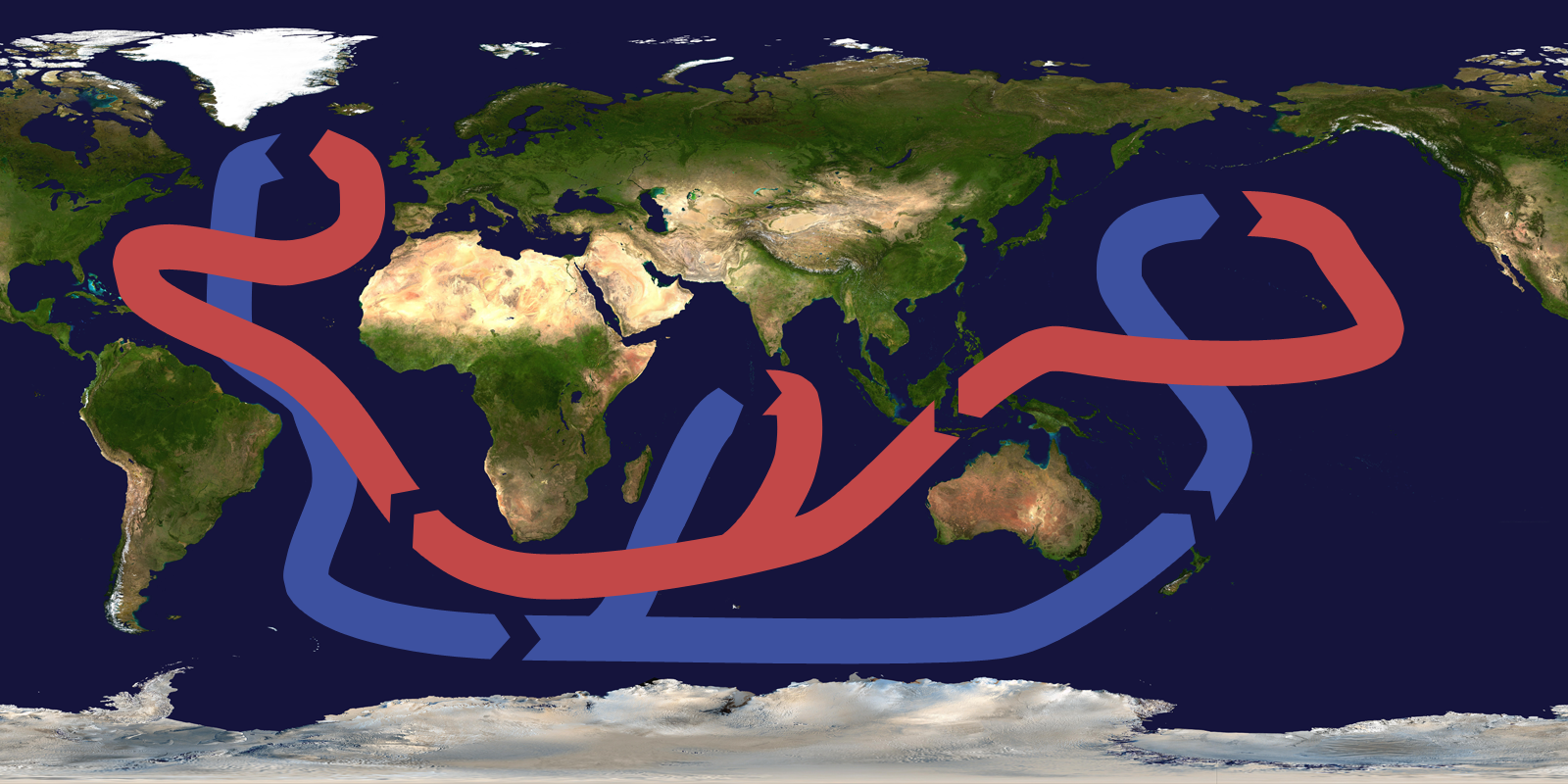
Znázornění chodu termohalinního výměníku

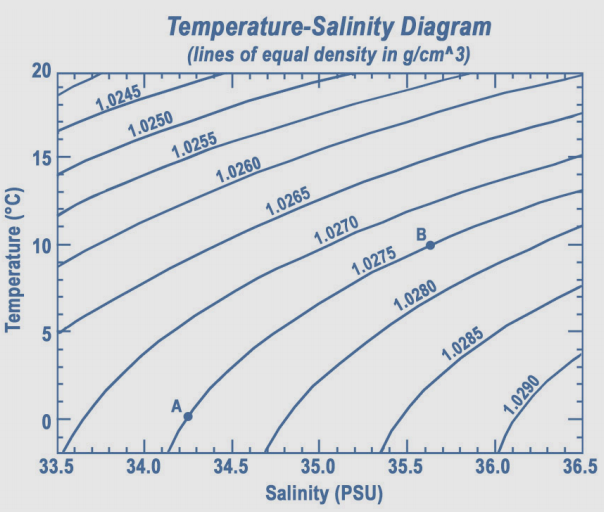
Graf vyjadřující vztah mezi teplotou, salinitou a hustou mořské vody

Termohalinní výměník na mapě Země (pohled z jižní polokoule)

Termohalinní výměník (též oceánický výměník, oceánský výměník, příp. hlubinný slaný proud) je systém hlubokomořských proudů. Termín pochází ze slov thermo- (teplo) a -halinní (solný). Teplota a slanost (salinita) určují hustotu vody. Termohalinní výměník tvoří nejhlubší ze tří „pater“ mořských proudů.

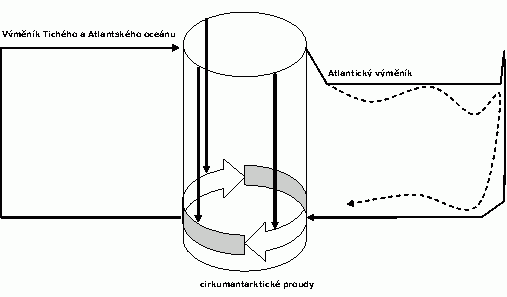
Náčrtek znázorňující fungování termohalinního výměníku

## Charakteristika
Doba, za kterou se teplo přenese, je řádově 1000 let. Ovšem látky a objekty mohou být mořskými proudy rozneseny jen za zhruba 10 let.

## Antarktický výměník
Srdcem této části výměníku je antarktická cirkulace, která vzniká díky systému riftových hřbetů, které stáčejí proudění do velkého oválu, čímž vzniká dojem velkého víru, obepínajícího celou Antarktidu. Z tohoto centra se oddělují dvě větve, které bývají označovány jako Atlantický výměník a Pacifický protivýměník.

## Atlantický výměník
První ze zmíněných částí výměníku se odborně nazývá Atlantická meridionální (v překladu poledníková, tedy podél poledníků) cirkulace (Atlantic meridional overturning circulation, AMOC). Počátek cyklu se nachází v subtropické oblasti jižního Atlantiku – zde dochází k velkému výparu a vypařená voda je nahrazována studenou vodou proudící středním patrem směrem od Antarktidy. V rovníkové oblasti se tato voda otepluje, ale díky výparu se zvětšuje její salinita. Proto se noří do hloubek kolem 800 m a putuje Atlantikem dál až k Islandu. V oblasti severního Atlantiku totiž vanou silné západní větry, které způsobují značné ztráty mořské vody; tato ztráta je  pomyslným motorem pokračování onoho atlantického mořského proudu z rovníkové oblasti. Teplo odevzdá výměník u Islandu (někteří vědci soudí, že součástí Termohalinního výměníku je také Severoatlantský proud), tím ztěžkne, stává se severoatlantskou hlubinnou vodou, a putuje v hloubce zpět podél dna Atlantiku, až opět narazí na Cirkumantarktické proudění. Oslabení proudu v minulosti vedlo k náhlému snížení teplot v Grónsku. Některé modely naznačují v AMOC možnou brzkou změnu, paleo-oceánografie ale ukazuje, že ke změně (i „nevratné“) patrně nedojde po dobu kratší než 1000 let. Studie publikovaná v únoru 2024 v časopise Science Advances nicméně uvedla, že ke kolapsu proudu by mohlo dojít v horizontu pouhých několika desítek let.

## Konvekční cely
Pro funkčnost celého systému je velmi důležitá i přítomnost konvekčních cel, které je možno si představit jako jakési zdviže, oblasti, kde dochází k vertikálnímu mísení proudů různých pater. Tím zde dochází k homogenizování vodní hmoty. Tyto cely jsou ovšem nestálé, vertikální proudění se může také zcela zastavit, také se prohlubují a změlčují, přičemž tento vývoj trvá desítky let. V severním Atlantiku byly zatím identifikovány 3 oblasti těchto konvekčních cel, a to v Sargasovém, Labradorském a Grónském moři.

## Agulhaský kruh
Při svém proudění překonává výměník několik kritických míst. Příkladem může být právě Agulhaský kruh – oblast silného proudění v jižním Atlantiku a Indickém oceánu. Tento proud za normální situace plyne jako teplý proud z Indického oceánu (zdrojovou oblastí je Mosambický průliv), ovšem vlivem otáčení Země a okolní hydrologické situace mění čtyřikrát až šestkrát za rok svůj směr a otáčí se zpět do Indického oceánu. Tím vznikají obrovské (průměr kolem 300 km) víry, které se pohybují směrem do Atlantiku k pobřeží Jižní Ameriky. Tato pouť jim trvá asi 2 roky a ztratí na ní většinu své vodní hmoty, která potom směřuje na sever.
Velmi pozoruhodná je stavba těchto vírů. V jejich středu a hloubkách do 1 km se nacházejí teplé vody, ve větších hloubkách pak rotují chladnější vody. Takové víry se mohou rozpadat na menší, ale nastává i opačný případ, kdy se menší víry spojují do větší rotující struktury.